# أليس هوليستر
أليس هوليستر (بالإنجليزية: Alice Hollister) هي ممثلة أمريكية، ولدت في 28 سبتمبر 1886 في ورسستر في الولايات المتحدة، وتوفيت في 24 فبراير 1973 في كوستا ميسا في الولايات المتحدة.

## وصلات خارجية
- أليس هوليستر على موقع IMDb (الإنجليزية)
- أليس هوليستر على موقع قاعدة بيانات الفيلم (الإنجليزية)